# Hilma af Klint
Hilma af Klint (26. října 1862 Solna – 21. října 1944 Djursholm, Danderyd) byla švédská umělkyně a průkopnice abstraktního umění. Její obrazy, které se někdy podobají diagramům, byly vizuální prezentací složitých duchovních myšlenek. Stejně jako mnoho jejích současníků byla také ovlivněna mnohými duchovními proudy, zvláště pak spiritismem, teosofií a později i antroposofií. Svá díla, inspirovaná teosofickým okultismem, během svého života vystavovala jen výjimečně a rozhodla, že mohou být vystavena nejdříve 20 let po její smrti. Teprve po roce 1980 se její tvorba stala mezinárodně známou a uznávanou.
Byla průkopnicí umění odvracejícího se od reality. Již roku 1906 vyvinula abstraktní obraznost. Její práce se nesnažily pouze čistě zachytit abstrakci barvy a tvaru jako takových, ale vyjadřovaly to, co není viditelné. Tvořila mnoho let před Vasilijem Kandinským, Pietem Mondrianem a Kazimirem Malevičem, kteří jsou stále považováni za zakladatele abstraktního umění.

## Život a dílo

### Studium a umělecké začátky
Hilma af Klint byla čtvrtým dítětem Mathildy af Klint (rozené Sonntagové) a švédského námořního kapitána Victora af Klinta. Narodila se v paláci Karlberg v Solně na okraji Stockholmu, sídle Královské válečné akademie. Po deseti letech se rodina přestěhovala do centra Stockholmu a léto pravidelně trávila na rodinném sídle Hanmora na ostrově Adelsö u jezera Mälaren. V tomto idylickém prostředí Hilma přišla do kontaktu s přírodou již v raném stádiu svého života a hluboké spojení s přírodními formami mělo být inspirací pro její tvorbu. Později žila Hilma af Klint trvale na ostrově Munsö ve stejné oblasti.
Od roku 1880 ve Stockholmu navštěvovala Technickou školu (dnes Konstfack) a studovala portrétní malbu v malířské škole Kerstin Cardonové. V roce 1880 zemřela ve věku 10 let její sestra Hermina a právě v této době se začal rozvíjet duchovní rozměr jejího života. Zajímala se o spiritismus, teosofii Madame Blavatské a esoterické křesťanské rosenkruciánské skupiny. V roce 1889 se stala členkou Teosofické společnosti.

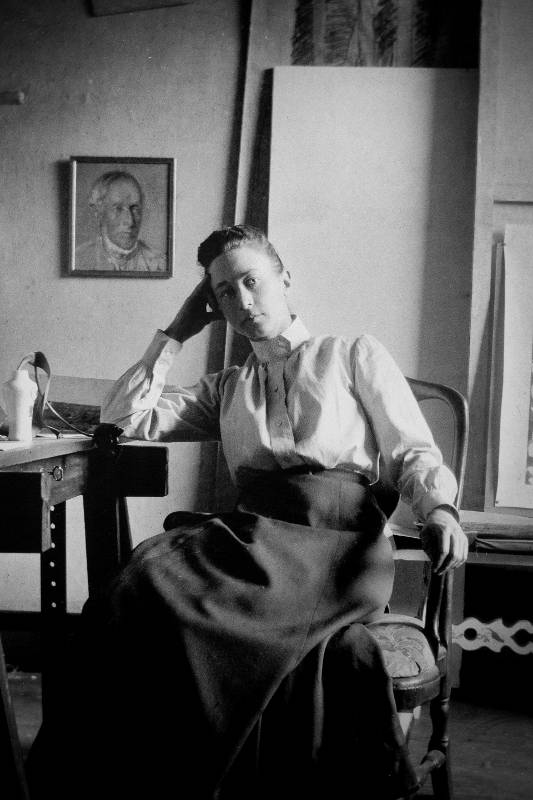
Hilma af Klint ve svém ateliéru (cca 1885)

V roce 1882 byla přijata na Královskou akademii výtvarných umění, kterou absolvovala s vyznamenáním v roce 1887. Jako odměna jí byl přidělen ateliér v budově školy, která byla hlavním kulturním centrem města. Až do roku 1905 pracovala ve Stockholmu a získala uznání za své krajiny, botanické kresby a portréty, které jí přinášely finanční zajištění. Zpočátku vytvářela naturalistické krajiny a portréty podle svého akademického vzdělání a často na zakázku. Tato klasická výtvarná díla také vystavovala. V letech 1900–1901 pracovala jako kreslíř pro veterinární ústav.
Postupně opouštěla svou naturalistickou tvorbu. V roce 1896 založila se svou celoživotní přítelkyní, spolužačkou z akademie Annou Casselovou a dalšími třemi umělkyněmi (‎‎Cornelia Cederbergová‎‎, ‎‎Sigrid Hedman‎‎ová a ‎‎Mathilda Nilssonová‎‎) sdružení s názvem Pětka (‎‎De Fem‎‎)). Sdílely zájem o teosofii a paranormální jevy. Pravidelně organizovaly spiritistické seance, na kterých experimentovaly s automatickým psaním a kresbou. Hilma af Klint zkoumala světová náboženství, atomy a rostlinný svět a rozsáhle psala o svých objevech a své úvahy zaznamenávala do deníků. Předpokládala, že existuje duchovní rozměr života, a chtěla zviditelnit kontext, který je mimo vnímání lidského oka. Věřila, že když maluje, tak se napojí na jakési vyšší vědomí, které přes ni vysílá poselství. Prostřednictvím své malby zkoumala různé rozměry lidské existence. Své obrazy malovala pod vlivem neviditelné síly, která vedla její ruku, aniž by předem tušila, co budou zobrazovat. Obrazy vznikaly přímo, bez předběžných kreseb. Vizualizací vnitřních procesů a prožitků a jejich co nejkonkrétnějším a nejpřesnějším popisem přistoupila k vytvoření vysoce osobitého výrazu. Hilma af Klint byla přesvědčena, že realita není omezena na fyzický svět. Paralelně s hmotnou dimenzí existovala vnitřní říše, jejíž obsah byl stejně pravdivý a skutečný jako obsah vnějšího světa. V roce 1906, po dvaceti letech umělecké práce, namalovala svou první sérii abstraktních obrazů s geometrickými tvary a symboly v jasných barvách.

### Malby pro chrám
Začala pracovat na zakázce, která změnila běh jejího života, Malby pro chrám. Mělo jít o víceméně kruhovou stavbu o čtyřech patrech, propojenou centrálním spirálovým schodištěm. Chrám, který se jí zjevil při telepatické seanci, nakonec nebyl realizován. Na monumentálním cyklu obrazů ale pracovala až do roku 1915, s přerušením mezi lety 1908 a 1912. Tvoří jej 193 abstraktních obrazů, rozdělených do několika podskupin (sérií). Celým cyklem se táhne téma evoluce. Série Prvotní chaos (1906–1907) je věnována stvoření fyzického světa. Hlavní malby z roku 1907 jsou velkoformátové: každý obraz měří přibližně 240 × 320 cm. Tato série, nazvaná Deset největších, popisuje různé fáze života, od raného dětství až po stáří. Po roce 1912 se její kompozice proměnily: organické struktury dřívějších let ustoupily geometrickým formám a spirálám. Do maleb zakomponovávala vedle geometrických prvků i různé symboly a nápisy. Od října 1914 do března 1915 namalovala sérii Labutě, která se skládá z 24 více či méně abstraktních obrazů. Horizontální linie rozděluje plátna na dvě části, kde se střetávají opačné síly – světlo a tma, muž a žena, život a smrt. Tři oltářní obrazy zachycují dva směry duchovní evoluce: vzestup z hmotného světa zpět k jednotě (trojúhelník směřující ke zlatému kruhu) a sestup z božské jednoty do rozmanitosti hmotného světa (obrácený trojúhelník).
V roce 1908 se setkala s teosofem ‎‎Rudolfem Steinerem‎‎, který navštívil Stockholm. ‎‎Seznámil ji se svými vlastními teoriemi o umění a později měl určitý vliv na její obrazy. V roce 1913 Steiner založil Antroposofickou společnost, do které Hilma af Klint vstoupila v roce 1920 a zůstala členkou po zbytku svého života. V roce 1920 se s ním znovu ‎‎setkala v Goetheanu‎‎ ve švýcarském ‎‎Dornachu‎‎, sídle Antroposofické společnosti. Studovala Goethovu teorii barev a začala více malovat akvarelem. V letech 1921 až 1930 strávila v Goetheanu dlouhá období.

### Závěr života
Od roku 1912 si pronajímala vilu Furuheim na ostrově Munsö a v roce 1918 se tam přestěhovala i se svou matkou, která byla již několik let slepá. Po dokončení Maleb pro chrám pokračovala v abstraktní malbě metafyzických obrazů s náboženskými konotacemi. Patří k nim série Parsifal a Atomy, stejně jako studie rostlin, zvířat, lišejníků, mechů, minerálů, drahých kamenů atd., které byly součástí hlavního esoterického systematizačního systému přírody Hilmy af Klint. Z roku 1922 pochází například cyklus malých akvarelů Pohledy na květiny a stromy. Mezi jejími posledními obrazy vytvořenými v roce 1930 jsou dva akvarely předpovídající události druhé světové války, nazvané Blesk na Londýnem a Námořní bitva ve Středomoří. 
V roce 1937 zemřela její blízká přítelkyně Anna Casselová. V roce 1944 se Hilma af Klint přestěhovala ke své sestřenici Hedvig af Klint do Ösby, Djursholm. Zemřela 21. října 1944 na následky dopravní nehody, ve věku téměř 82 let. Byla svobodná a bezdětná. Je pohřbena na hřbitově Galärvarvskyrkogården na ostrově Djurgården ve Stockholmu.

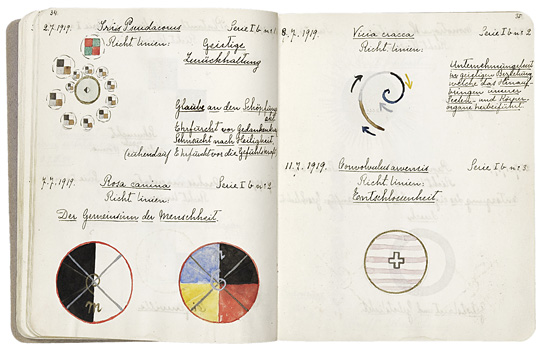
deník s kresbami (1919)

### Posmrtné uznání
Zanechala sbírku více než 1200 obrazů a prací na papíře a 125 deníků (více než 26 000 stran) svému synovci Erikovi af Klintovi, který založil nadaci pro její správu. Vystavovala svá raná díla, ale dokud byla naživu, rozhodla se nevystavovat svá abstraktní díla. Ve své závěti zakázala vystavování svých abstraktních děl dvacet let po své smrti. Byla přesvědčená o tom, že teprve potom bude jejich smysl pochopen. První důležitá výstava proběhla v losangeleském muzeu umění (LACMA) v roce 1986. Celosvětový úspěch jí přinesla expozice Hilma af Klint: Průkopnice abstrakce, kterou v roce 2013 připravilo stockholmské Muzeum moderního umění. V následujících letech byla zapůjčena do dalších zemí: Německo, Španělsko, Norsko, Anglie. Velkou retrospektivní výstavu, kterou shlédlo více než 600 000 diváků, uspořádalo Guggenheim Museum v New Yorku roku 2018.
O Hilmě af Klint pojednává dokumentární film Beyond The Visible – Hilma af Klint německé režisérky Haliny Dyrschky z roku 2019. 
Režisér Lasse Hallström natočil životopisné drama Hilma (2022), které představuje nekonvenční život Hilmy af Klintové skrze jeho formativní okamžiky.

## Galerie

Malby pro chrám
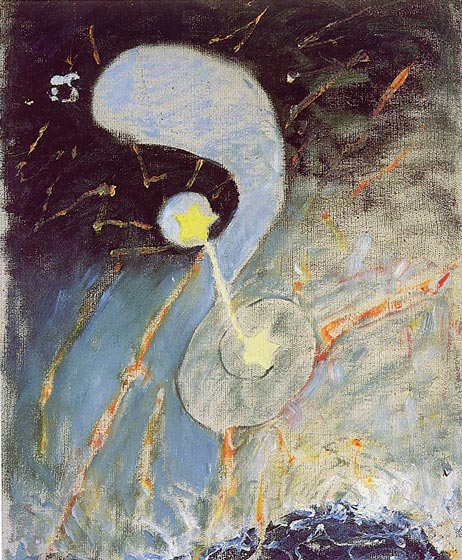
Chaos č. 2 (1906)
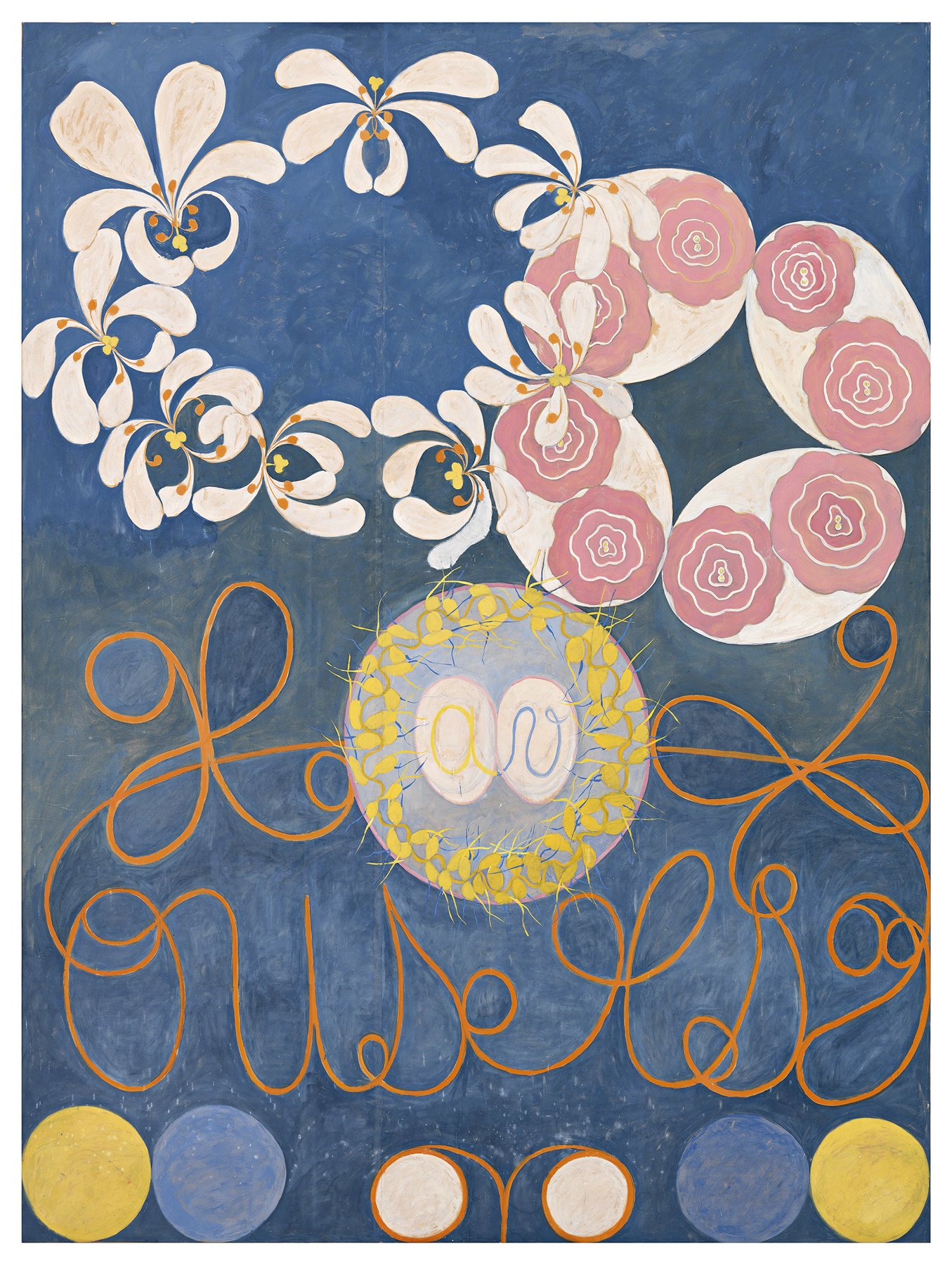
Deset největších č.1 Dětství (1907)
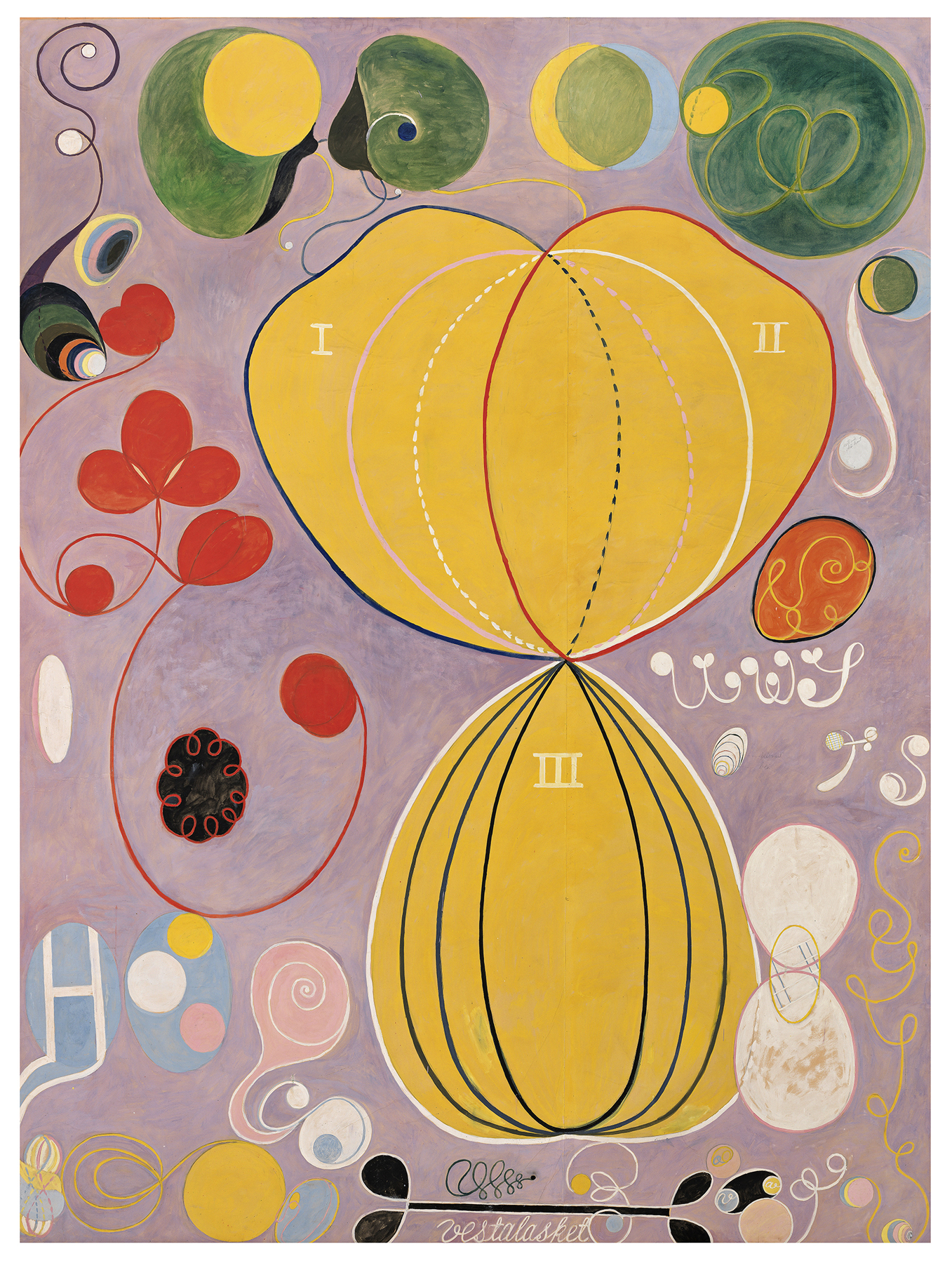
Deset největších č. 7 Dospělost (1907)
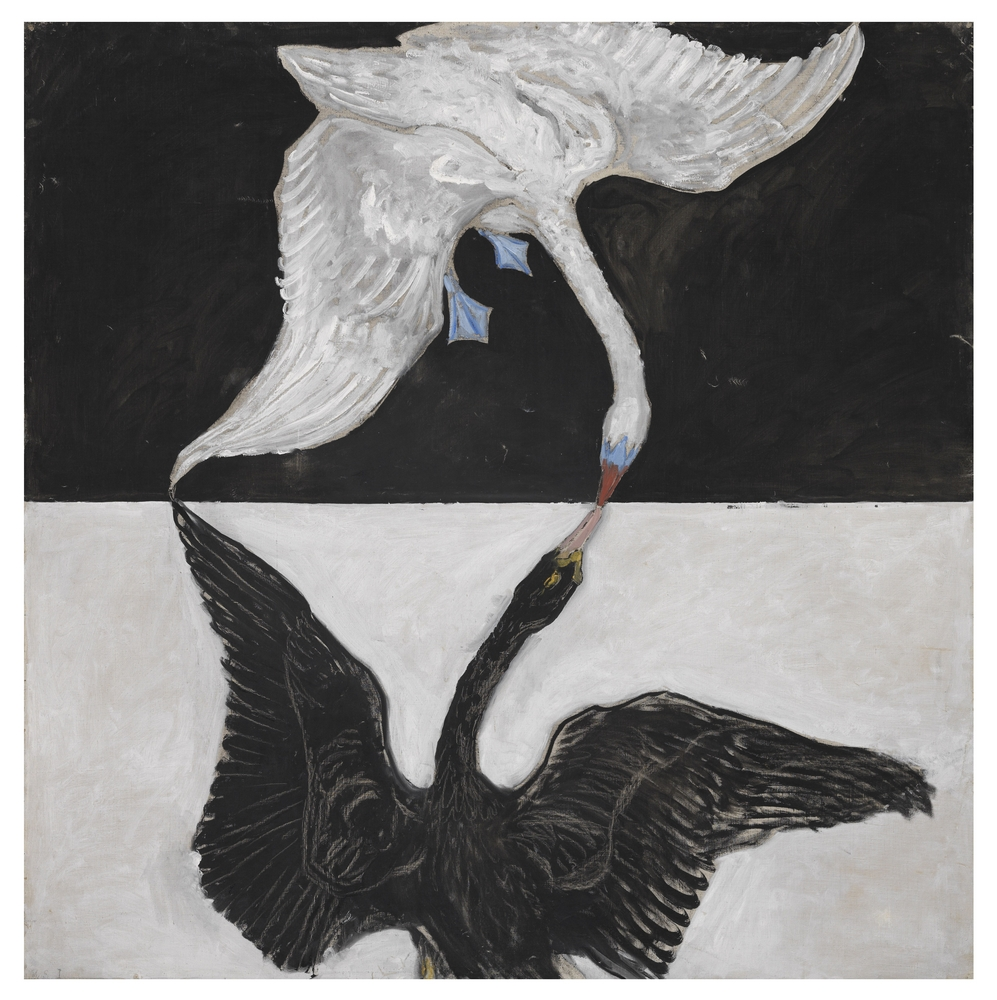
Labutě č. 1 (1914)
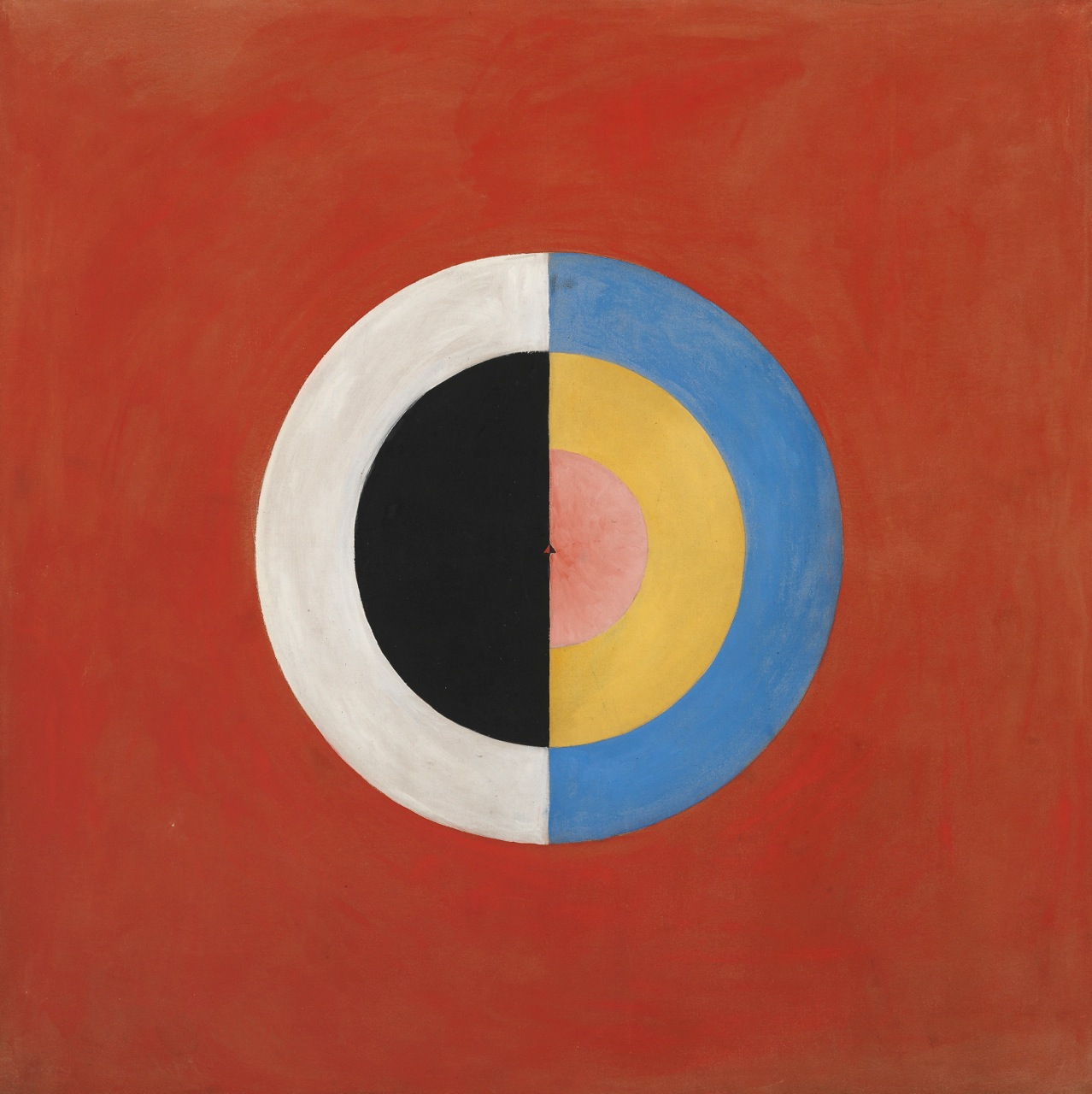
Labutě č. 17 (1915)
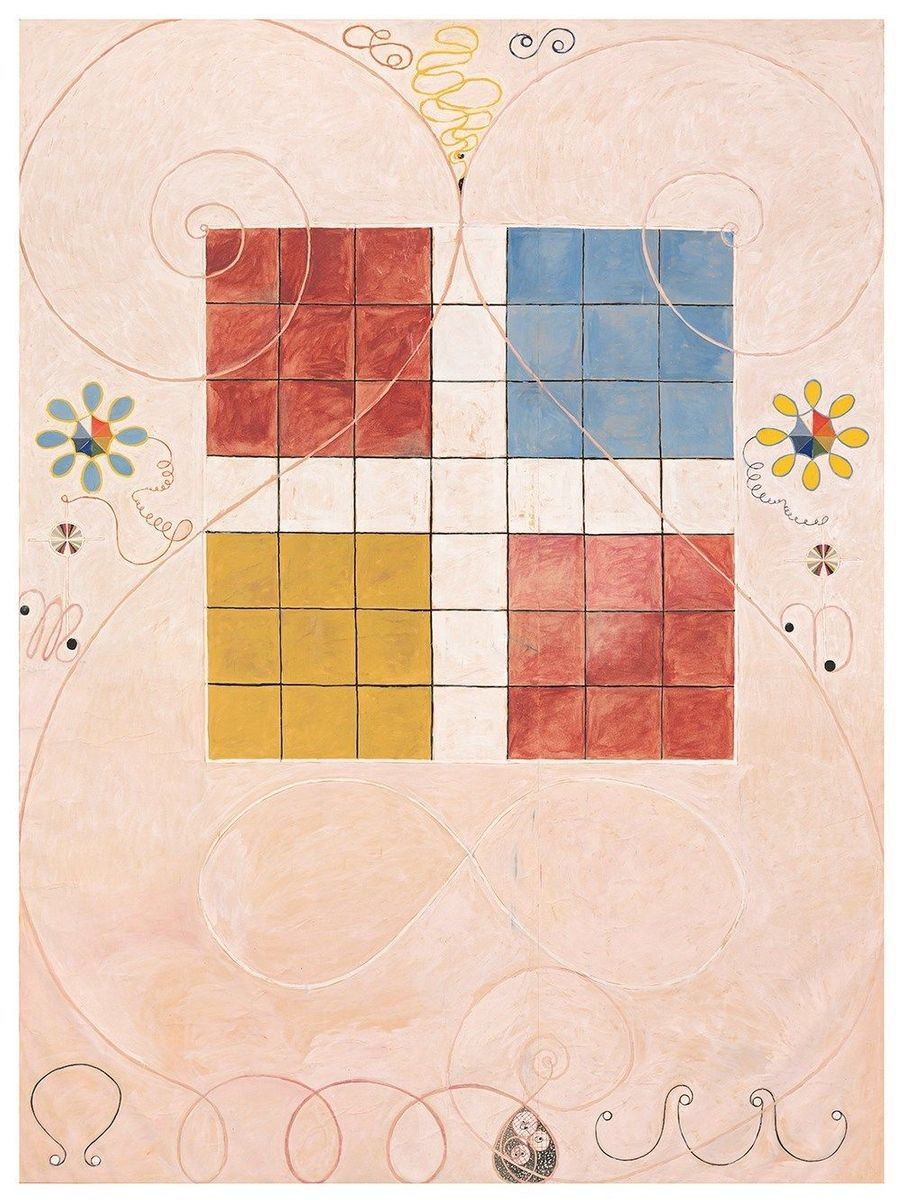
Deset největších č. 10 Dospělost (1907)
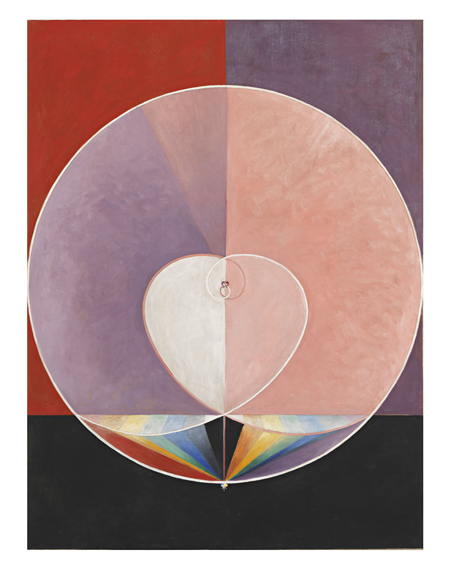
Holubice č. 13 (1915)
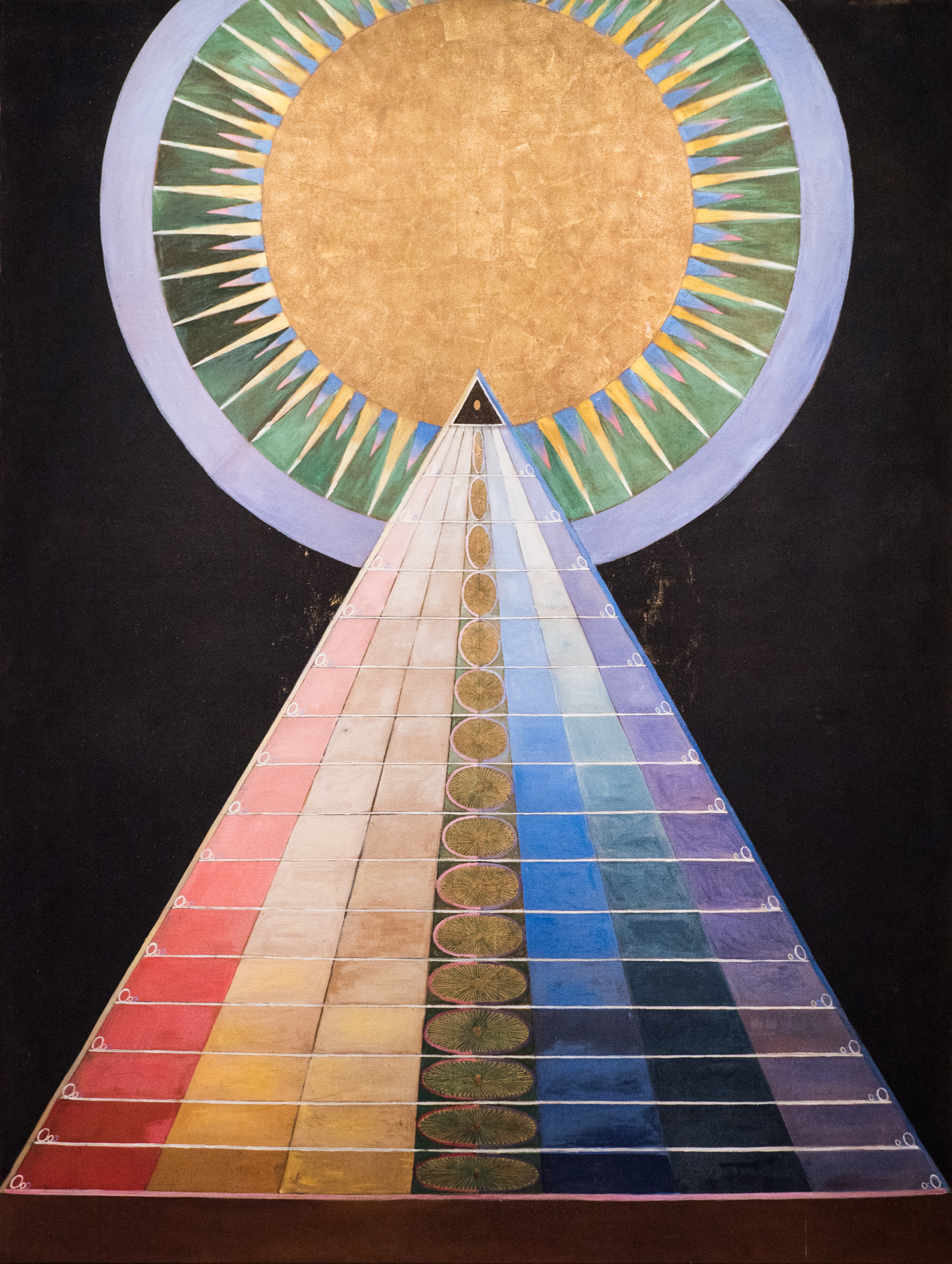
Oltářní obraz č. 1 (1915)

Další díla Hilmy af Klint
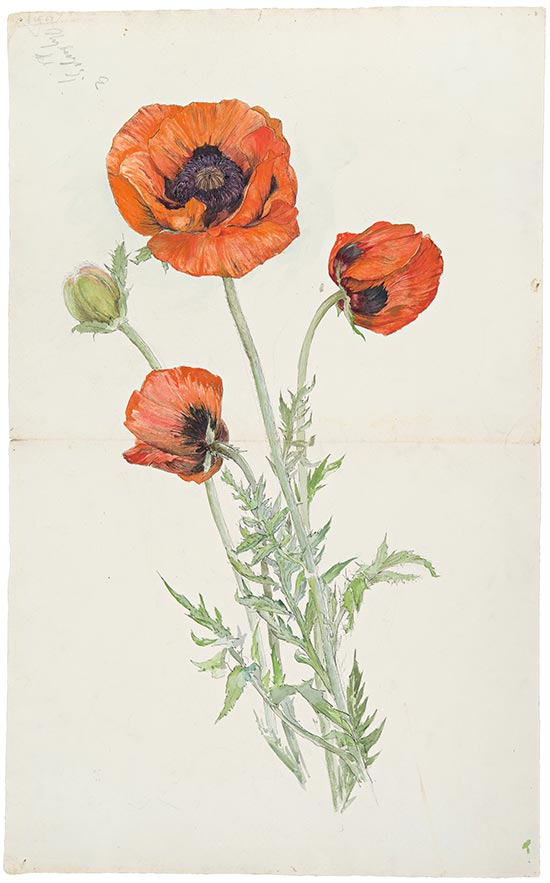
bez názvu (akvarel, 1890–9)
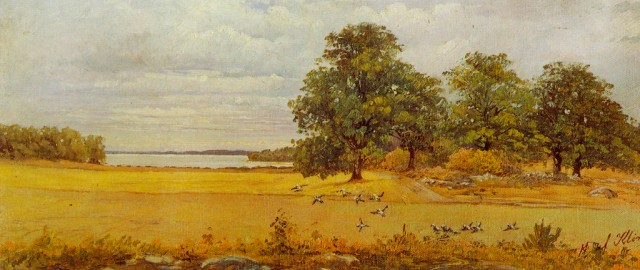
Pozdní léto (1903)
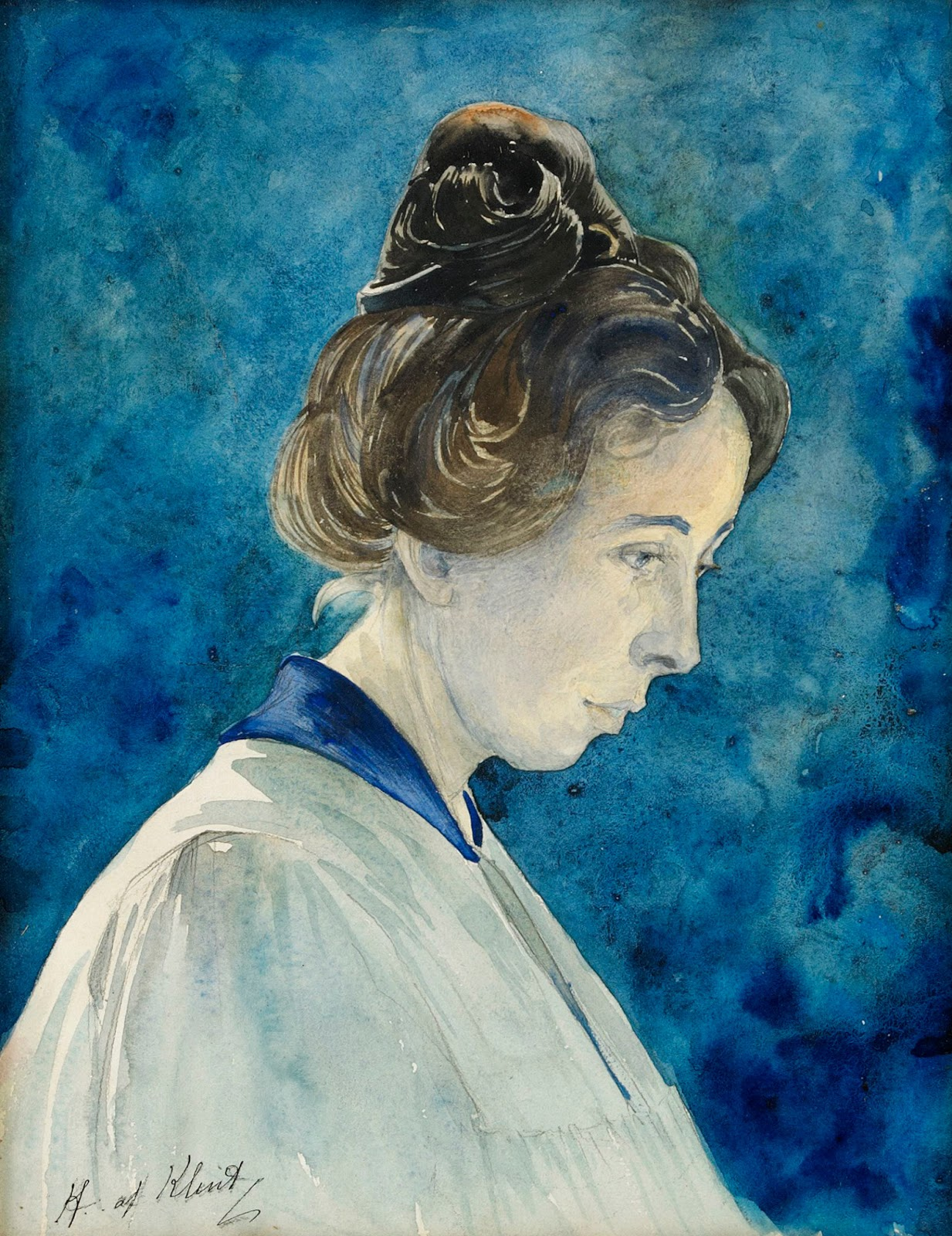
Autoportrét (nedatováno)
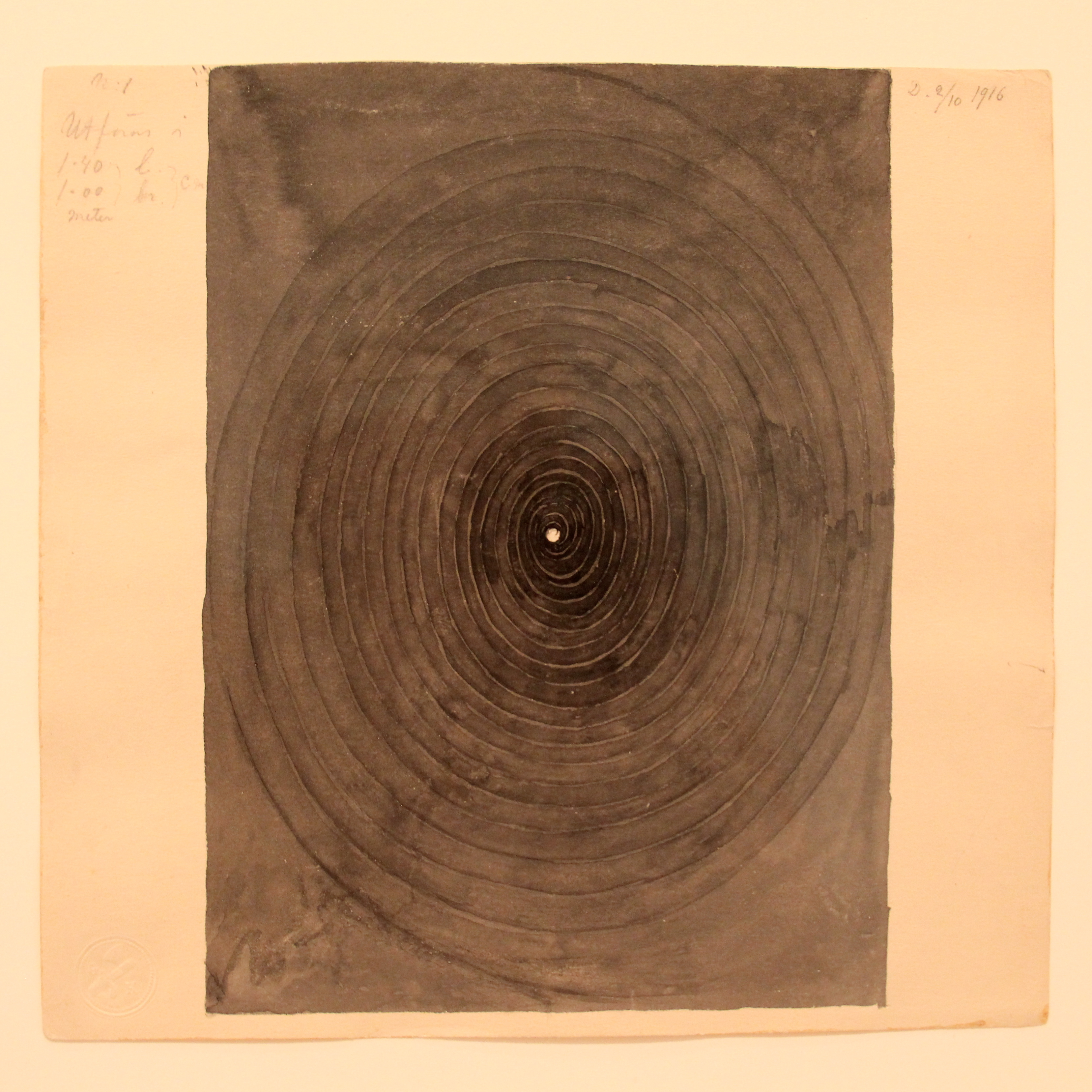
Parsifal č. 1 (1916)
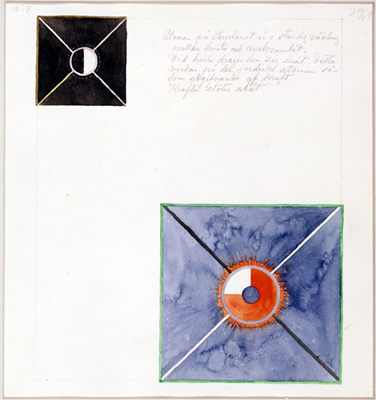
Atomy č. 8 (1917)
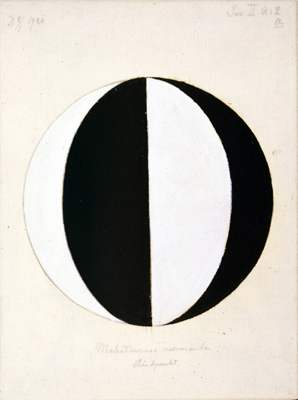
The Mahatmas Present Standing Point (1920)
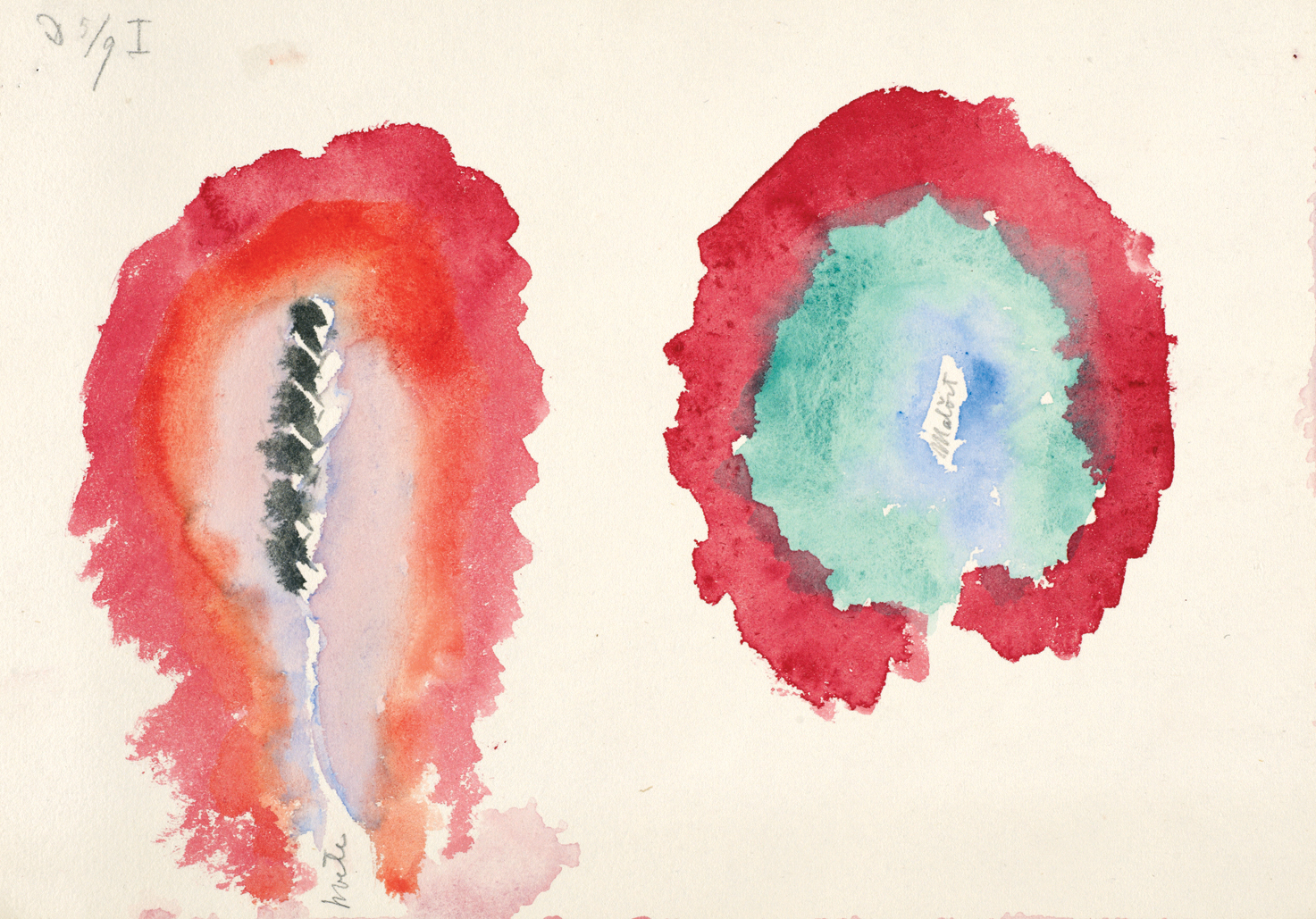
Pšenice a pelyněk (akvarel, 1922)
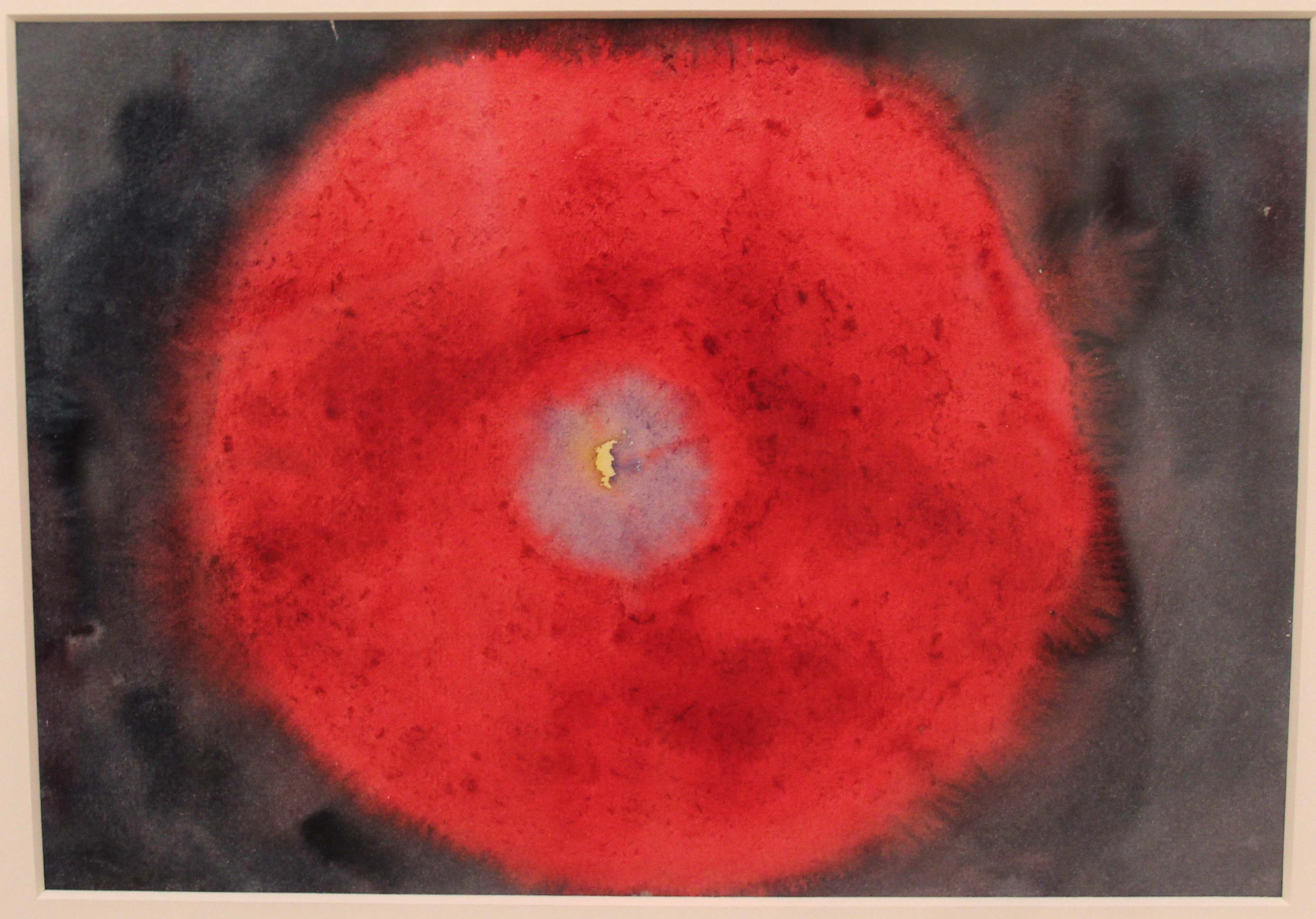
Bříza (1922)